# Via dell'Oliviera
Via dell'Oliviera è una strada del centro storico di Siena, in Toscana.
La strada si trova nel terzo di San Martino, all'interno del territorio della Nobile Contrada del Nicchio, e mette in collegamento la via dei Pispini con il quadrivio dell'arco di San Maurizio tra via di Pantaneto, via Roma e via San Girolamo.

## Storia
La via trova origine, secondo la tradizionale interpretazioni, dai possedimenti dell'antica famiglia degli Olivieri, o Ulivieri, proprietari di alcuni caseggiati nel borgo della Maddalena, all'epoca all'esterno della cinta muraria urbana fuori dal baluardo di Samoreci. Secondo una più cauta interpretazione, il nome potrebbe derivare semplicemente dalla presenza di un locale per la raccolta delle olive prima della frangitura. In un documento del 1252, si legge infatti che la Biccherna pagò dei privati cittadini per l'istallazione di un «serrallium ad portam de Uliviera».
Nei primi anni del XIV secolo si venne a formare l'ampio spazio che si apre dal quadrivio e che scende verso la valle della Pania, tramite il riempimento del fossato di fronte all'arco di San Maurizio, che prese il nome di "piazzale di San Giovanni". In questo piazzale, a partire dal 1319 nei mesi primaverili, si teneva il mercato degli equini. Oltre che i documenti della Biccherna, ne fa menzione anche Agnolo di Tura nelle sue cronache. Le fiere equine di primavera erano annunciate tramite uno stendardo esposto sulla colonna all'inizio di via dell'Oliviera.
In seguito all'edificazione della chiesa di San Gaetano di Thiene alla confluenza con via dei Pispini tra la fine del XVII e l'inizio del XVIII secolo, la via divenne nota come "via di San Gaetano".

## Descrizione
La via ha inizio fuori dall'arco di San Maurizio, all'esterno delle vecchie mura della città, presso il quadrivio in cui convergono anche via di Pantaneto, via Roma e via San Girolamo. Nel primo tratto, la via dell'Oliviera presenta una carreggiata più ampia, quasi una piazza – l'ex piazzale di San Giovanni – che va poi restringendosi sempre di più fino a confluire in via dei Pispini. All'inizio della via, presso il quadrivio, si trova una colonna con capitello composito, su cui è stata posizionata una lupa senese in pietra, datata 1470.
Scendendo verso via dei Pispini, sulla sinistra si trova il vicolo del Sasso, che mette in collegamento la via con piazza Santo Spirito, passando sotto il muraglione di Samoreci. L'odonimo è fatto tradizionalmente risalire alla presenza della casa di Sasso Olivieri, membro della famiglia di difficile identificazione, anche se il riferimento è più verosimilmente da ricondurre alla posizione sotto la "rupe" (sasso) di Samoreci: questa via in passato portava anche il nome di "vicolo di Trafigge", o "vicolo di Santo Spirito".
Sul lato destro si aprono due strette vie, la via di Fieravecchia e la via di Fieranuova. La prima connette via dell'Oliviera con via del Refugio. Presso l'angolo con via di Fieranuova, di fianco al civico 32, si trova un tabernacolo della Madonna col bambino.
La strada si conclude in via dei Pispini costeggiando il fianco sinistro della chiesa di San Gaetano di Thiene.

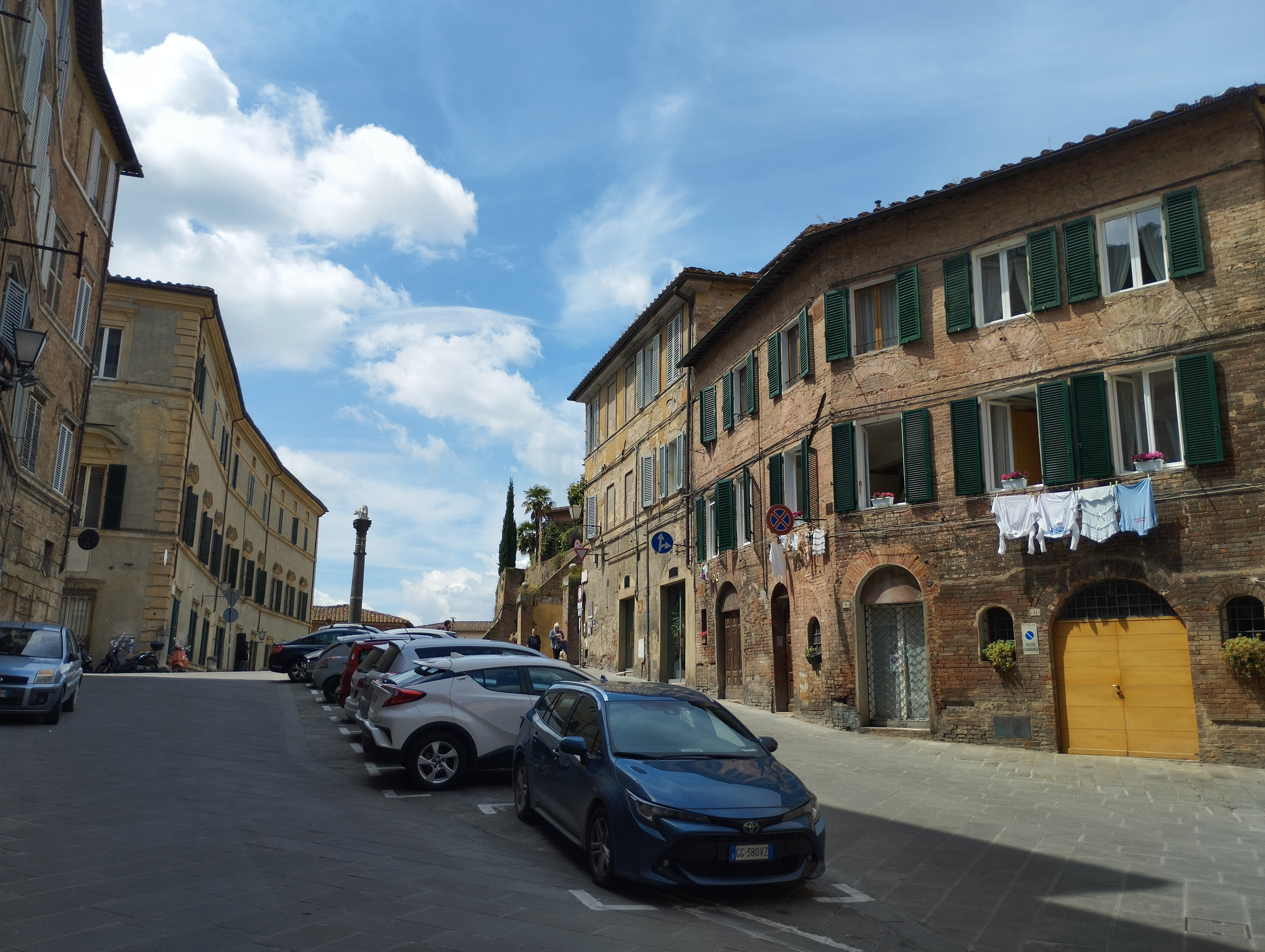
L'ex piazzale di San Giovanni
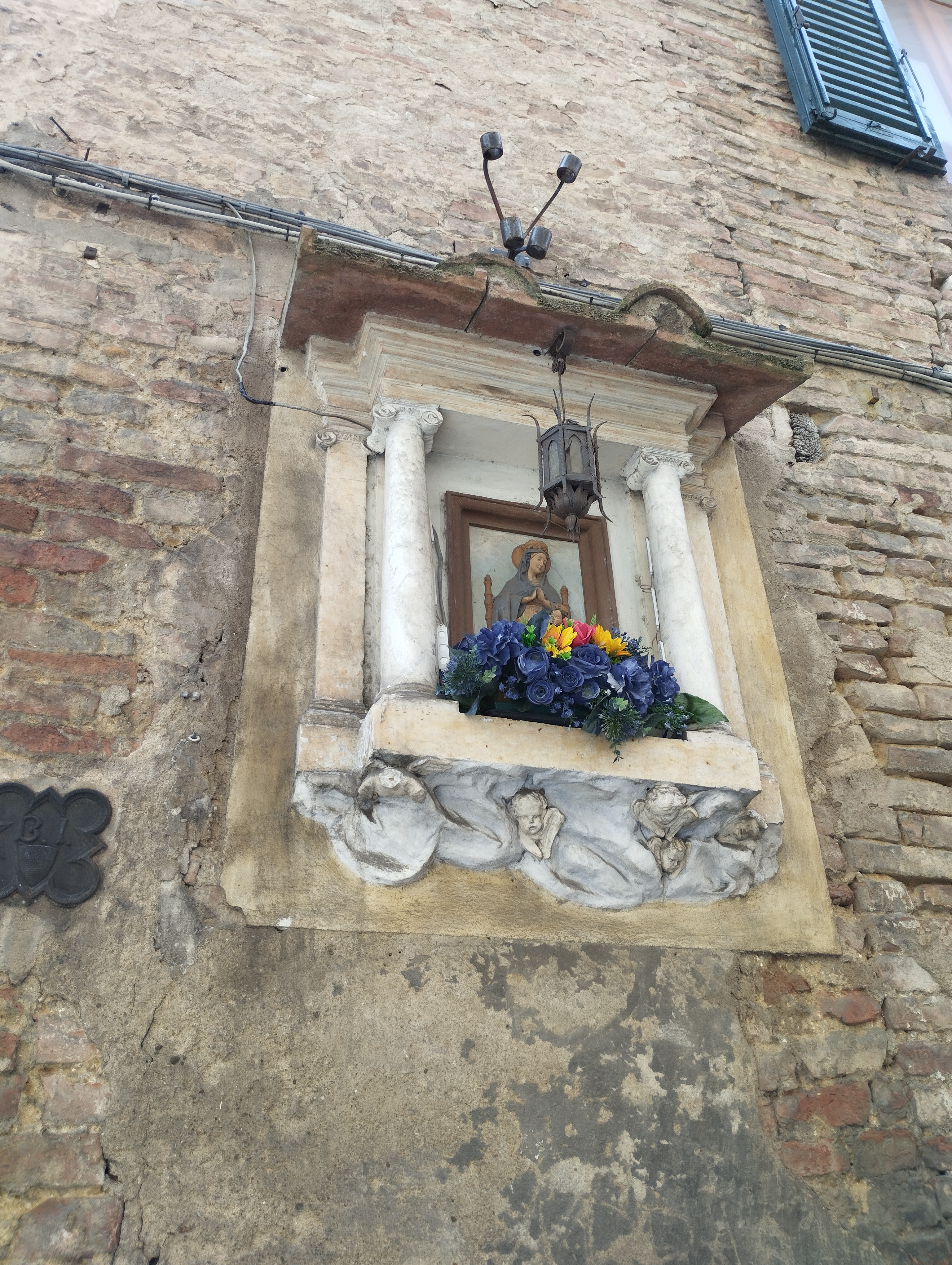
Tabernacolo
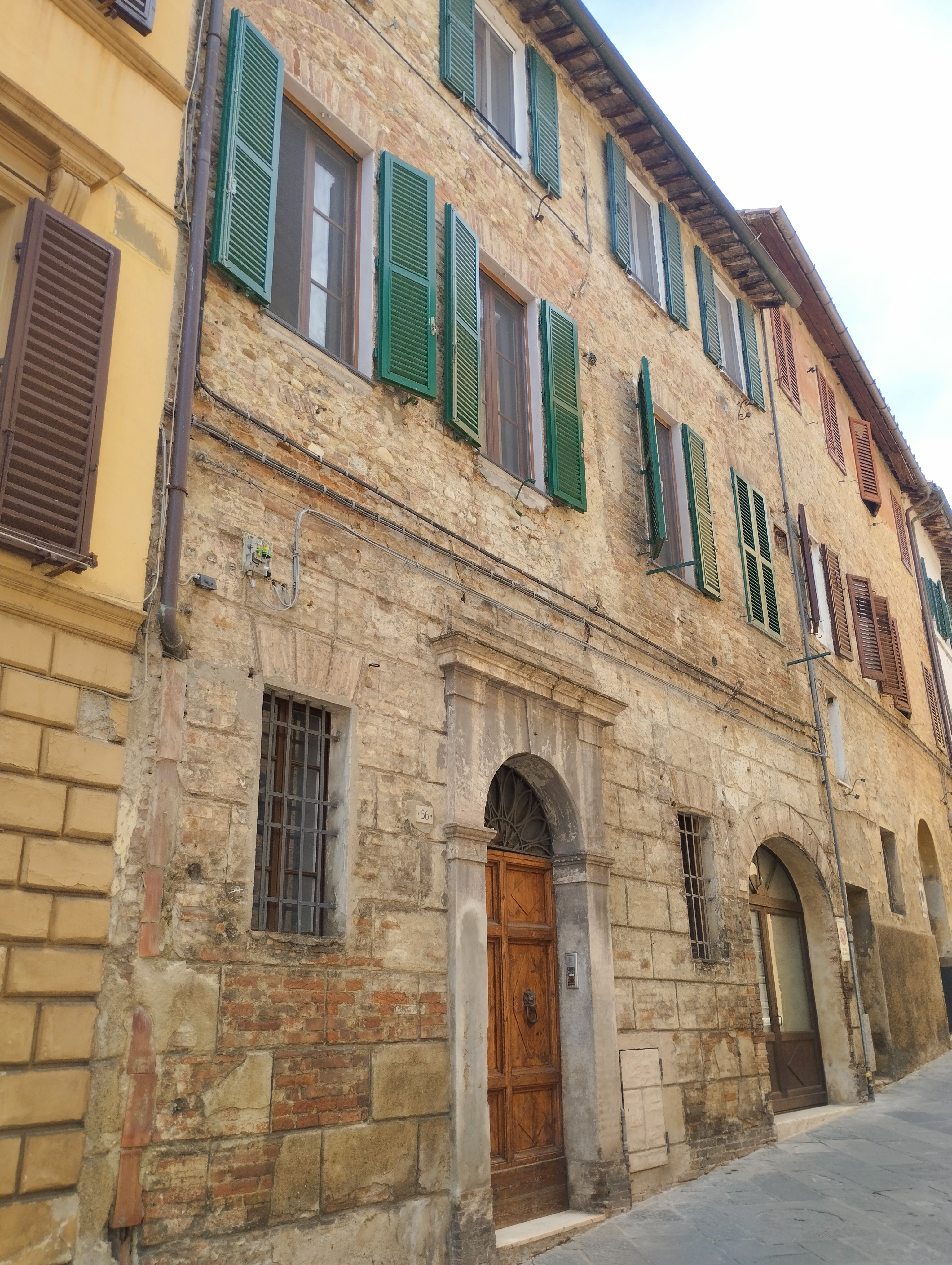
Palazzo